# لارس فان در هار
لارس فان در هار (هلندی: Lars van der Haar؛ زادهٔ ۲۳ ژوئیهٔ ۱۹۹۱) دوچرخه‌سوار اهل هلند است.
از باشگاه‌هایی که در آن رکاب زده‌است می‌توان به تیم سانوب، تیم دوچرخه‌سواری رابوبانک دولوپمنت، و تیم دوچرخه‌سواری رابوبانک دولوپمنت، اشاره کرد.
وی در مسابقات کشوری و بین‌المللی در مجموع برندهٔ ۵ مدال طلا، ۳ مدال نقره، ۲ مدال برنز شده‌است.